# Isocoma veneta
Isocoma veneta là một loài thực vật có hoa trong họ Cúc. Loài này được (Kunth) Greene mô tả khoa học đầu tiên năm 1894.